# Sennertia greeni
Sennertia greeni es una especie de ácaro del género Sennertia, familia Chaetodactylidae. Fue descrita científicamente por Oudemans en 1917.
Habita en Sri Lanka.